# Celer Network
Celer Network（セラーネットワーク）は、異なるブロックチェーン間のブリッジサービス「Celer cBridge」を提供するレイヤー2プラットフォームである。

Celer Networkはレイヤー2プラットフォームとして、高速かつ低コストのトランザクションを実現しており、Celer cBridgeを通して異なるブロックチェーン間の仮想通貨の移動をサポートしている。2023年10月時点では、25のブロックチェーンに対応しており、全てのブリッジサービスの中で2番目に多い。
独自のガバナンストークンとして、仮想通貨CELRが存在する。CELRをステーキングすることで、レイヤー2のオフチェーン状態を監視・保護するState Guardianに選出される。

## 歴史
Celer Networkは、MIT、プリンストン、UCバークレー、およびUIUCの博士号を持つ4人のメンバーによって2018年に設立。その後、仮想通貨やNFTのブリッジサービスを提供するCeler cBridgeが2021年7月に正式にローンチされた。2021年12月にバージョン2であるcBridge2.0がリリースされ、より多くの仮想通貨・ブロックチェーンで効率的にブリッジができるようになった。

## 概要

### State Guardian Network（SGN）
Celer Networkの一部で、レイヤー2のオフチェーン処理を安全に保護・監視し、サービスの安定性と信頼性を高める役割を果たす。

### Celer cBridge
Celer Networkが提供しているクロスチェーン転送プラットフォーム。Celer Networkのレイヤー2ソリューションを活用し、異なるブロックチェーンネットワーク間での資産移動（ブリッジ）をスムーズかつ効率的に行う。
cBridgeには流動性プール方式とペグ方式がある。
流動性プール方式では、分散型取引所と同じ形で流動性プールがトークンを一時的に保管し、ブリッジ先のブロックチェーンで同等のトークンをリリースする。Bridge Feeとして手数料が発生し、この一部は流動性提供へのインセンティブ報酬となる。また、分散型取引所での仮想通貨のスワップと同様にPrice Impactが発生する。（cBridgeはブリッジレートの変化と表現される所）需給のバランスが崩れるとブリッジレートが変化しブリッジ効率が悪化する。流動性提供側に視点を移すと、インパーマネントロスが発生することも意味する。
ペグ方式では元のブロックチェーンでトークンが一時的にロックされ、ブリッジ先のブロックチェーンで等価のペグトークンが生成される。ペグトークンは元のトークンと1:1で交換が可能となる。